# Црна Гуја 2
Црна Гуја 2 (енгл. Blackadder II) је други серијал британске комедије ситуације Црна Гуја, који су написали Ричард Кертис и Бен Елтон, и који је емитован од 9. јануара до 20. фебруара 1986. године. Радња серијала смештена је у Енглеску током владавине краљице Елизабете I (1558–1603) и прати главног јунака, лорда Едмунда Црну Гују, који као дворјанин покушава да придобије наклоност краљице, истовремено избегавајући да буде осуђен на обезглављивање – судбину која је задесила многе њене удвараче.
Овај серијал је наставак Црне Гује, али значајно се разликовала од свог претходника, посебно по томе што је Бен Елтон заменио Роуана Аткинсона као други сценариста, по томе што је снимљен на студијским сетовима уместо на локацији, као и по увођењу макијавелистичког лика Црне Гује и мање интелигентног Болдрика.
Трећи серијал, Црна Гуја 3, премијерно је емитован 1987. године.

## Радња
Радња серијала смештена је у елизабетанско доба (1558–1603). Главни лик, лорд Едмунд Црна Гуја, праунук је принца Едмунда Црне Гује и припадник лондонског племства. За разлику од свог претка, он је шармантан и интелигентан, мада и даље лукав и циничан. Серијал прати његове покушаје да стекне наклоност детињасте краљице Елизабете I. Као и раније, помажу му, али га често и ометају, два мање интелигентна помоћника, његов слуга Болдрик и лорд Перси Перси, наследник војводства Нортамберланд, с којим Црна Гуја негује пријатељство из користи.
Током серијала, главни ривал Црне Гује је лорд Мелчет, претенциозни и полтронски краљичин дворски управитељ. Мелчет, у страху од краљичиног незадовољства, покушава да надмаши Црну Гују тако што подржава краљичине тренутне хирове. Комични елемент на двору уноси краљичина бивша гувернанта, која често открива срамотне приче о краљичиној прошлости.
У последњој епизоди серијала, „Ланци”, Црну Гују и Мелчета киднапују двојица стражара који раде за принца Лудвига Неуништивог. Он их држи у тамници и захтева откуп за ослобађање једног од њих. Међутим, када добију поруку да је краљица одлучила да их не спасе у корист великог костимираног бала, њих двојица успевају да надмудре Лудвигове стражаре и врате се у Енглеску, стижући у замак на време да спрече Лудвига у његовој намери да убије краљицу и постане краљ Енглеске. Открива се да су Лудвигове намере мотивисане његовим детињством, када су га вршњаци исмевали због прљаве косе, бубуљица и надимка „Мали Масни Пегавац”. Након што Црна Гуја баци бодеж на Лудвига, претпоставља се да је он мртав. Међутим, након одјавне шпице, открива се да је Лудвиг преживео и, прерушен у краљицу, убио Црну Гују, Мелчета, гувернанту, Болдрика и Персија, као и да вероватно дуго влада Енглеском као краљица.
Болдрик, који је у првом серијалу био најинтелигентнији члан тројца, у другом је постао знатно глупљи, што је била идеја сценаристе Бена Елтона како би Болдрик деловао као супротност новој интелигенцији Црне Гује. У овом серијалу, Болдрик је такође развио опсесију репом, што је настало због Елтонове ботаничке грешке када је побркао репу са „смешно обликованим” пашканатом.
Лорд Перси је остао сличан лику из претходног серијала, као наивни сапутник у заверама и невољама Црне Гује. Глумац Тим Макинерни је изјавио да његов лик подсећа на сер Ендруа Ејкјучика из Шекспирове Богојављенске ноћи. Као и претходни серијал, Црна Гуја 2 садржи многе шаљиве референце на Шекспирове драме; Шекспир се спомиње као савременик у елизабетанском добу, а његови чувени цитати су измењени у комичне сврхе. Прва епизода „Звона” има сличну радњу као Богојављенска ноћ.

## Улоге
| Глумац            | Улога               |
| ----------------- | ------------------- |
| Роуан Аткинсон    | Едмунд Црна Гуја    |
| Тони Робинсон     | Болдрик             |
| Тим Макинерни     | лорд Перси Перси    |
| Миранда Ричардсон | краљица Елизабета I |
| Стивен Фрај       | лорд Мелчет         |
| Петси Берн        | гувернанта          |

## Епизоде
| Бр. еп. (укупно) | Бр. еп. (у серији) | Наслов  | Редитељ      | Сценариста                | Премијера         |
| --- | ------------------ | ------- | ------------ | ------------------------- | ----------------- |
| 7 | 1                  | Звона   | Менди Флечер | Ричард Кертис и Бен Елтон | 9. јануар 1986.   |
| Едмунд Црна Гуја добија новог младог слугу, Боба, и на неки начин се заљубљује у њега. Када открије да је Боб заправо девојка по имену Кејт, жели да је ожени, што збуњује краљицу Елизабету.                                                                                         |                    |         |              |                           |                   |
| 8 | 2                  | Глава   | Менди Флечер | Ричард Кертис и Бен Елтон | 16. јануар 1986.  |
| Црна Гуја ужива у својој новој улози краљичиног главног џелата, све док промена у распореду погубљења не доведе до катастрофалних последица; наиме жена затвореника лорда Фароуa жели да га посети, а краљица одлучи да му поштеди живот, иако је он погубљен два дана раније.        |                    |         |              |                           |                   |
| 9 | 3                  | Кромпир | Менди Флечер | Ричард Кертис и Бен Елтон | 23. јануар 1986.  |
| У покушају да импресионира краљицу након повратка сер Волтера Ролија са путовања око света, Црна Гуја најављује своју намеру да отплови до опасног Рта добре наде и ангажује лудог капетана Црвенобрадог Рама да му помогне у том подухвату.                                          |                    |         |              |                           |                   |
| 10 | 4                  | Новац   | Менди Флечер | Ричард Кертис и Бен Елтон | 6. фебруар 1986.  |
| Црна Гуја дугује 1.000 фунти Банци црних монаха, а бебождерски бискуп од Бата и Велса прети да ће му угурати ужарено гвожђе у утробу ако не врати новац. Покушаји Црног Гује да прикупи новац пропадају сваки пут када мора да преда свој приход краљици, па прибегава уцени бискупа. |                    |         |              |                           |                   |
| 11 | 5                  | Пиво    | Менди Флечер | Ричард Кертис и Бен Елтон | 13. фебруар 1986. |
| Црна Гуја открива да му у посету долазе стриктно пуританска, али веома богата тетка и теча, Беле Гује, и то исте ноћи када је он заказао забаву и такмичење у пићу са лордом Мелчетом. У међувремену, радознала краљица намерава да сазна шта се дешава на таквим забавама.           |                    |         |              |                           |                   |
| 12 | 6                  | Ланци   | Менди Флечер | Ричард Кертис и Бен Елтон | 20. фебруар 1986. |
| Црног Гују и Мелчета киднапује и за откуп држи немачки зликовац, принц Лудвиг Неуништиви. Краљица тада мора да одлучи којег од њих двојице ће да спаси. |                    |         |              |                           |                   |